# Ting Kia
Die Ting Kia (chines. Nagelrüstung) oder auch  Chinesische Brigantine ist eine schwere Rüstung aus China.

## Beschreibung
Die Ting Kia wurde in der zweiten Hälfte der Qing-Dynastie (mandschurisch daicing gurun; chinesisch 清朝, Pinyin qīng cháo, W.-G. ch'ing ch'ao, 1644 bis 1911), auch Mandschu-Dynastie genannt, benutzt. Sie wurde nur am kaiserlichen Hof benutzt und erweckt daher den Eindruck  eines Prunkmantels, was jedoch nicht zutrifft. Unter dem Außengewebe aus dunkelblauem Satin befindet sich ein schwerer Schuppenpanzer, der aus länglichen Platten besteht. Die verschiedenen Einzelteile, nämlich Schürze, Leistenschutz, linke Schulterklappe, Unterarm- und Nackenschutz sind alle einzeln überzogen und dann zusammengefügt. Der Stoff ist mit Messingnieten fixiert.
Die Ikonographie auf den Uniformen der Qing-Dynastie war streng geregelt. Auf der Ting Kia sind mehrere Drachensymbole, die auf den Rang des Trägers verweisen. Ein Drache mit fünf Klauen und frontal abgebildetem Drachenkopf steht nur dem Kaiser zu. Ein Drache mit fünf Klauen und einem von der Seite abgebildeten Drachenkopf steht für einen Prinzen, und so weiter. Die hier abgebildete Ting Kia zeigt einen Drachen mit vier Klauen und dem Drachenkopf von vorn abgebildet. Dies verweist somit auf einen Fürsten dritten Ranges. Der Drache ist in der Taoistischen Lehre außerdem ein Symbol für Yang, Licht, Wachstum, das aktive und bestimmende Prinzip, sowie für Wasser, Wolken, Regen und die Fruchtbarkeit.
Zur kompletten Uniform gehören noch eine Jacke und hohe Stiefel. Es gibt noch eine Version, die als „Falsche Brigantine“ bezeichnet wird. Auf dieser sind zwar die Messingnieten vorhanden, jedoch fehlt der Schuppenpanzer darunter.